# Napoléon Chagnon
Pour les articles homonymes, voir Napoléon (homonymie) et Chagnon (homonymie).
Napoleon A. Chagnon, né le 27 août 1938 à Port Austin, Michigan, mort le 21 septembre 2019, est un anthropologue américain, professeur de sociobiologie à l'Université du Missouri à Columbia et membre de l'Académie nationale des sciences.
Chagnon est connu pour son travail ethnographique de terrain de longue haleine chez les Yanomami, une société de tribus amazoniennes indigènes, dans lequel il a utilisé une approche évolutionniste pour comprendre le comportement social en termes de parenté génétique. Son travail s'est concentré sur l'analyse de la violence parmi les peuples tribaux et, à l'aide d'analyses sociobiologiques, il a avancé l'argument selon lequel la violence chez les Yanomami est alimentée par un processus évolutif dans lequel les guerriers qui réussissent ont plus de descendants. Son ethnographie de 1967, Yanomamö : The Fierce People est devenue un best-seller et est fréquemment utilisée dans les cours d'introduction à l'anthropologie. 

## Travaux avec Tim Asch
Napoléon Chagnon a travaillé avec Tim Asch, un ethnologue américain très connu. Ils ont réalisé ensemble de nombreux films ethnographiques sur les Yanomamis.

## Œuvres
Liste incomplète :
- Yanomamö: The Fierce People, 1968
- Yanomamo - The Last Days Of Eden, 1992
- Adaptation and Human Behavior: An Anthropological Perspective (avec Lee Cronk and William Irons), 2002

### Cinéma
- Yanomami, une guerre d'anthropologues, film de José Padilha, 2010